# Processo de Bessemer

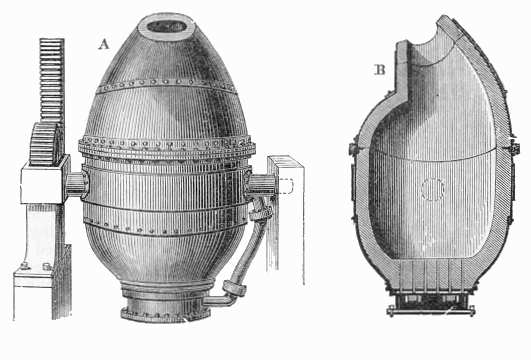
Conversor de Bessemer, diagrama esquemático

O processo de Bessemer foi o primeiro processo industrial de baixo custo para a produção em massa de aço a partir de ferro gusa fundido. O processo foi nomeado em homenagem ao seu inventor, Henry Bessemer, que registrou sua patente  em 1856. O processo é um avanço de uma prática conhecida na China desde 200 d.C. O princípio desse processo é a remoção de impurezas do ferro pela oxidação com ar soprado através do ferro fundido. A oxidação inclusive aumenta a temperatura da massa de ferro e a mantém em estado fundido.

## História

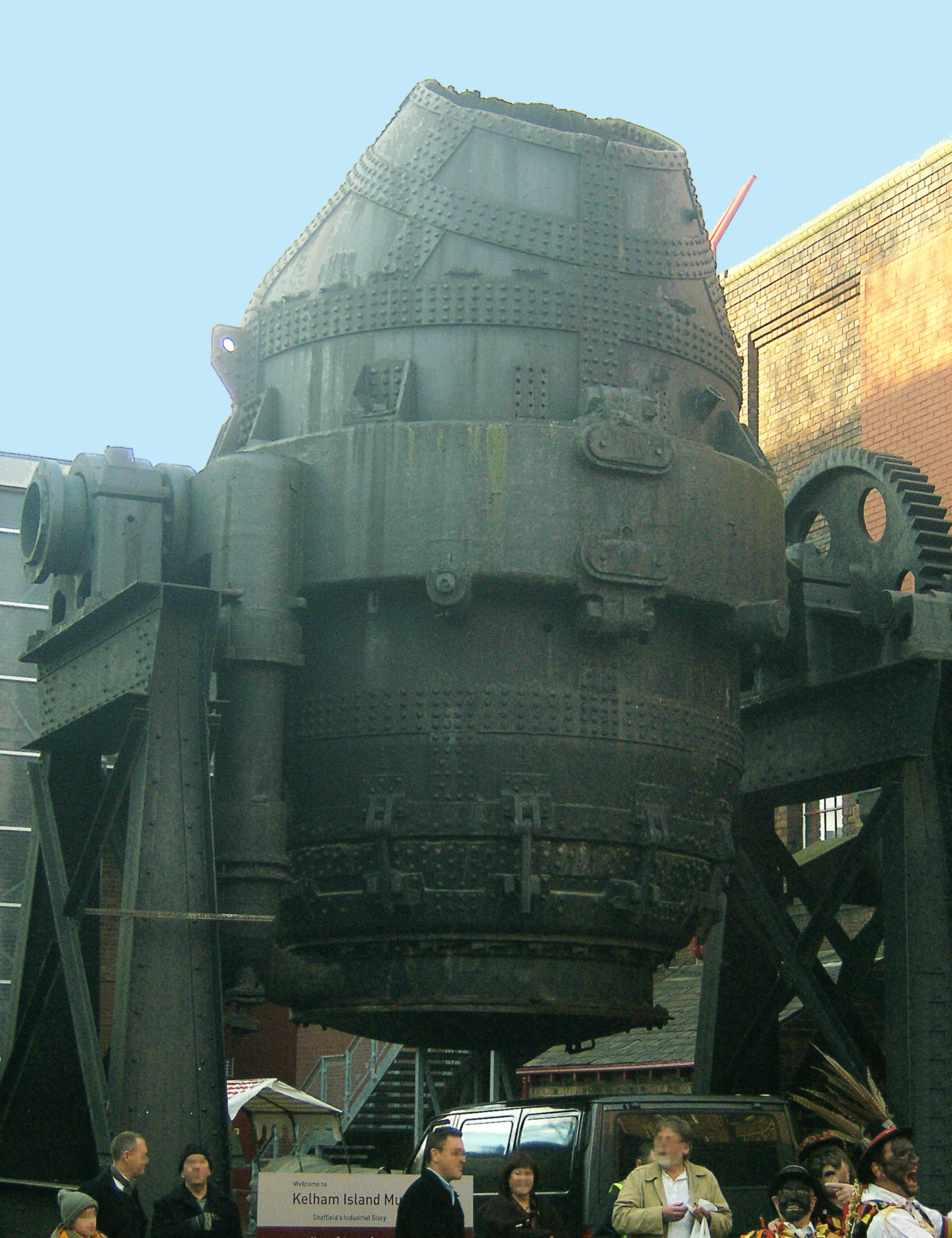
Conversor Bessemer, Museu de Kelham Island, Sheffield, Yorkshire, Inglaterra.

Sheffield, na Inglaterra, tinha uma grande reputação por causa do aço ali produzido desde 1740, quando Benjamin Huntsman descobriu a técnica do uso de cadinho para a sua fabricação, em sua oficina, no distrito de Handsworth. Este processo teve um considerável impacto na quantidade e qualidade da produção de aço à época, e só foi ultrapassada um século depois, em 1856, pela invenção do conversor de Bessemer por Henry Bessemer, que permitia efetivamente a produção de aço em grande escala. Henry Bessemer mudou-se para Sheffield, no coração da indústria do aço, onde abriu a Bessemer Steel Company. O Kelham Island Museum, nessa cidade, ainda mantém um modelo antigo de um conversor Bessemer em exposição ao público.

## Processos antecessores
Antes do processo de Bessemer, o aço era feito pelo aquecimento de barras de ferro pudlado junto com carvão por períodos de até uma semana. As barras eram então quebradas em pedaços e fundidas em pequenos cadinhos que continham cerca de 20 kg cada. Até 3 toneladas de coque muito caro eram queimadas para cada tonelada de aço produzida. O aço produzido, quando feito em barra, era vendido por 50 a 60 libras a tonelada. Este processo foi suplantado em meados de 1700, quando Benjamin Huntsman apresentou sua técnica de fazer aço em cadinhos, que reduzia o tempo de fogo para cerca de três horas, embora ainda utilizasse quantidades maciças de coque. O processo de Bessemer diminuiu ainda mais o tempo de processamento, para cerca de meia hora, mas requeria apenas coque suficiente para somente fundir o ferro. Os primeiros conversores de Bessemer produziam aço por 7 libras a tonelada, embora fossem pagas até 40 libras a tonelada inicialmente.

## Importância
O processo de Bessemer revolucionou o mundo. Antes da sua generalização, o aço era caro demais para ser usado na maioria das aplicações, e, ao longo da Revolução industrial, usava-se ferro pudlado (ou ferro lupa) em seu lugar. Depois da introdução do processo de Bessemer, o aço e o ferro pudlado acabaram ficando com preços parecidos, e toda a indústria finalmente voltou-se para o aço.

## Conversor Bessemer

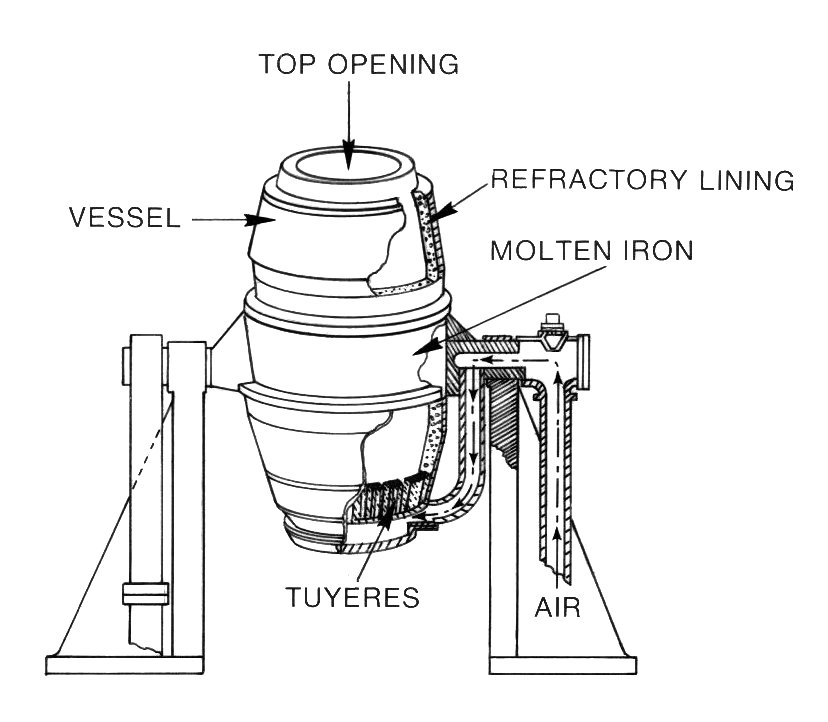
Esquema de um conversor Bessemer.

O processo é conduzido em um recipiente grande de aço de formato ovóide, revestido com argila ou dolomita, e é chamado de conversor Bessemer. A capacidade de um conversor vai de 8 a 30 toneladas de ferro fundido, sendo a carga típica de cerca de 15 toneladas. No topo do conversor existe uma abertura, geralmente inclinada para o lado relativo ao corpo do recipiente, pelo qual o ferro é introduzido e o produto final, removido. O fundo do conversor é cheio de perfurações, chamadas de tuyeres, pelas quais o ar é forçado para dentro do conversor. O conversor é pivotado por munhões, de forma a poder ser rotacionado para receber a carga, girado à posição normal durante a conversão e rotacionado novamente para descarregar o aço fundido ao final do processo. O processo de oxidação remove impurezas tais como silício, manganês e carbono, na forma de óxidos gasosos ou escórias sólidas. O revestimento refratário do conversor também tem um papel no processo: o revestimento de argila é usado no processo ácido de Bessemer, no qual há pouco fósforo na matéria-prima. Quando o teor de fósforo é alto, usa-se o processo básico de Bessemer: o revestimento nesse caso é de dolomita, embora calcário ou magnesita possam às vezes substituí-la. Para dar propriedades desejadas ao aço, outras substâncias podem ser adicionadas à massa fundida após a conversão completa, como por exemplo spiegeleisen (uma liga de ferro-carbono-manganês). Quando o aço desejado estiver pronto, ele é vertido dentro de formas e depois transferido para moldes, enquanto a escória mais leve é deixada de lado. O processo de conversão (chamado de sopro) completa-se em cerca de 20 minutos. Durante esse tempo, o progresso na oxidação das impurezas é julgado pela aparência da chama que surge da boca do conversor; o uso moderno de métodos fotoelétricos para gravar as características da chama ajudaram bastante no controle da qualidade final do produto. Após o sopro, o metal líquido é recarburado até o ponto desejado e outros metais formadores de liga são adicionados, dependendo do produto final desejado.

## Obsolescência
A produção comercial de aço nos EUA encerrou a manufatura de aço pelo processo de Bessemer em 1968, substituído pelo processo de Linz-Donawitz, que oferece um controle melhor na química final do aço. O processo de Bessemer era tão rápido (20 min ou menos até a completação) que não havia tempo suficiente para analisar quimicamente e ajustar os elementos ligantes no aço produzido. Os conversores Bessemer não removiam o fósforo da massa fundida com eficiência; como o preço do minério com baixo teor de fósforo ficou alto, o custo de conversão também acabou aumentando. O processo permitia carregar apenas uma quantidade limitada de sucata de aço, o que aumentava ainda mais os custos, especialmente quando tais sucatas ficavam baratas. Além disso, alguns tipos de aço eram sensíveis ao nitrogênio que acompanhava o sopro de ar que passava através da massa fundida.